# Барське староство

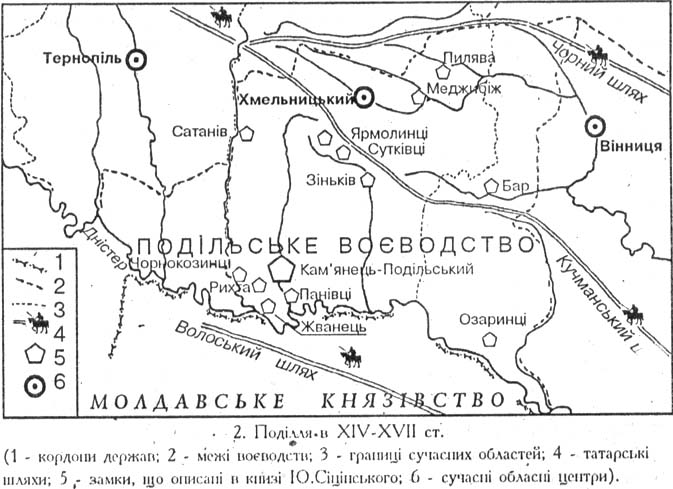
Татарські шляхи на Поділлі 16 ст.

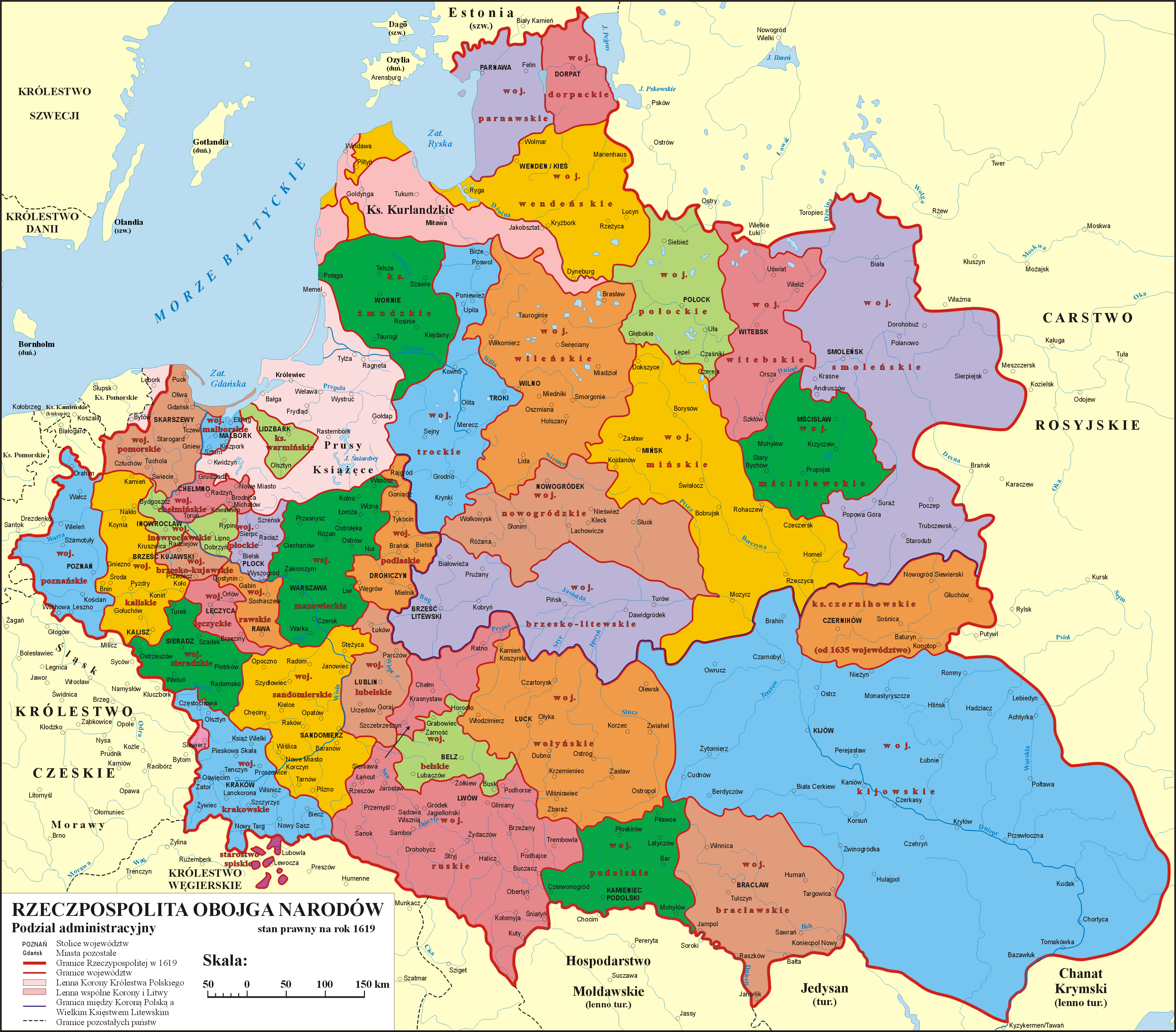
Адміністративний поділ Речі Посполитої

Ба́рське ста́роство або Ро́всько-Ба́рське ста́роство — адміністративно-територіальна і господарська одиниця на території Подільського воєводства Речі Посполитої. Центр — Ров (Бар).

## Розташування
Займало південно-західну частину теперішньої Вінницької області і частину Хмельницької області включно з м. Деражня на півночі до м.Могилів-Подільський на півдні, від м. Шаргород на сході до смт. Віньківці на заході. Було утворене 1538 року на основі території Ровського повіту навкруги Ровського замку, яку королева Бона Сфорца викупила за 3817 золотих і 80 угорських флоринів. Площа становила 33 кв. милі, або 1840,245 кв. км, а все Подільське воєводство мало 348 кв. миль (староруська миля=7 верст=7467,6 м). Повітовим центром був Кам'янець-Подільський, а з 1601 р.- Летичів.
Замок був в управлінні подільського воєводи Станіслава Одровонжа. У нього і придбала землі дружина Сиґізмунда І Старого королева Бона Сфорца. За її наказом звели нову фортецю; місто назвала Баром — на честь свого княжого володіння Барі в Італії, у якому народилася. Пільговою грамотою від 24 листопада 1537 року вона звільнє всіх, хто поселився в Барі, від старостинських і королівських податків. Завдяки цьому Бар став значним торговельним і культурним містом, а Барський замок, який було зведено під керівництвом Альберта Стажеховського, — потужною фортецею, яка боронила місто від татарських нападів. У 1540 р. місто отримало магдебурзьке право та герб з ініціалами королеви.
Новий замок, після замку Рова, було зведено на новому місці. Староста А. Стажеховський вважав, що попереднє місце, не враховуючи його високе розташування, недобре, бо нічим не було закрите. Нове місце навпроти було на протилежному боці річки, відділеною від Кучманського шляху низиною, заслону було збільшено греблею на річці, що утворило став, який облягав місто з 3 боків. Спочатку замок був здебільшого дерев'яний. Стіни й будинки були збудовані з дубових зрубів — дерева в цій місцевості було вдосталь. Стіни були подвійні — між ними засипалася земля. Замок мав 5 дерев'яних двоповерхових башт, головна башта містила браму, над нею каплиця, на самому верху дзвін. На башті була мідна табличка з надписом латиною про те, як дбає та піклується Бона Сфорца про Бар та його замок. Інша башта теж містила браму — тільки меншу, вона пов'язувала замок з містом. Перед в'їздом був бастіон з дубових брусів з двома баштами.

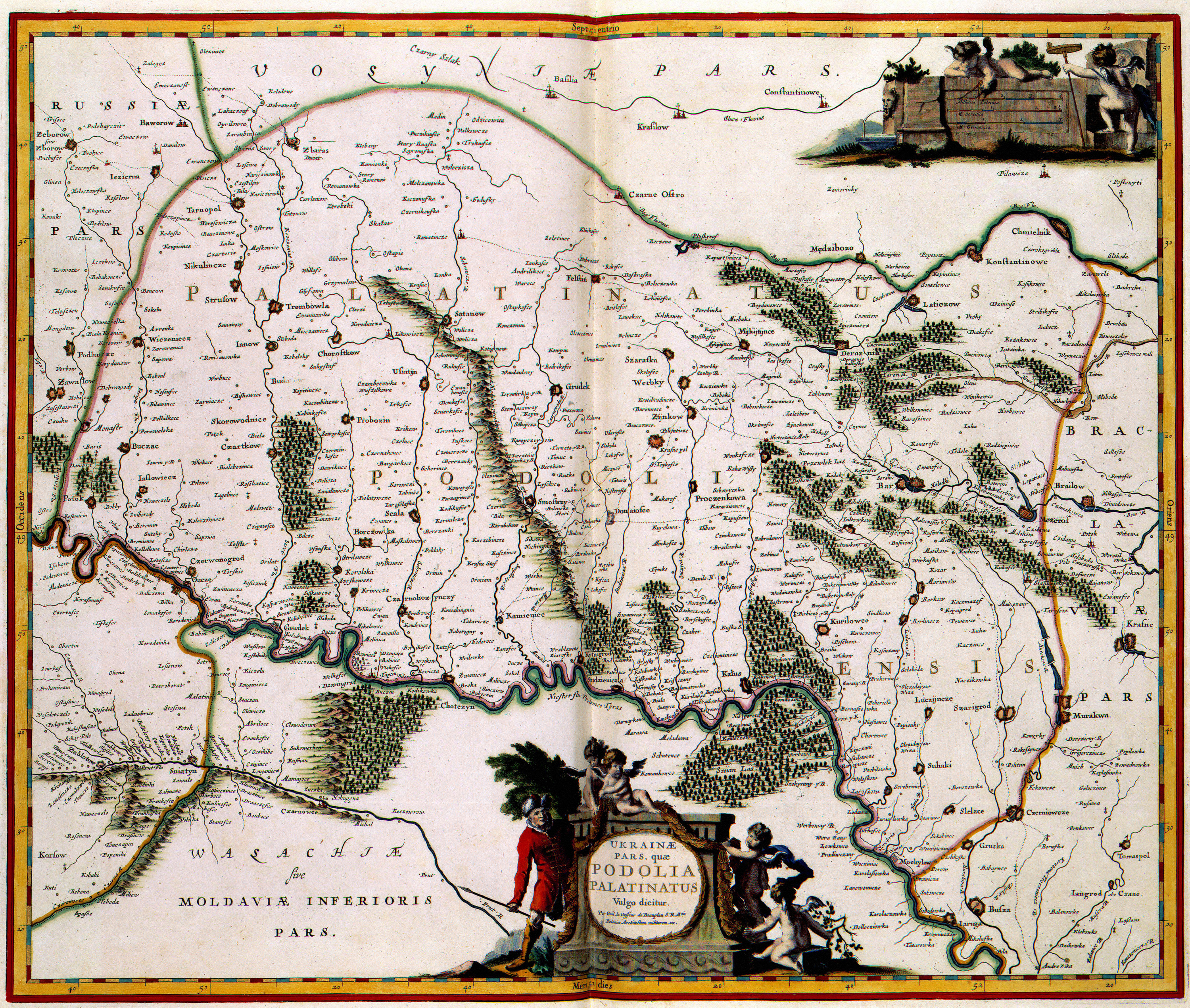
«Ukrainae pars, quae PODOLIA Palatinatus Vulga dicitur», Карта Подольського воєводства. Ґ. Л. де Боплан, 1660 р.

## Оборона староства
Документальні звістки показують, що в XVI ст. Барщина була багата лісами, які служили захистом від набігів татар напр. ліси Кладно, Медвежий, Турій Ріг поблизу Бара. [Архівовано 21 вересня 2013 у Wayback Machine.]
Для організації оборони Бона направляла до Барщини своїх придворних, зокрема Бернарда Претвича.
1537 року Б. Претвич у чині ротмістра почав службу на Поділлі командиром загону легкої кінноти. Його безпосереднім начальником був воєвода белзький Миколай Сенявський (згодом великий коронний гетьман Польщі). Б. Претвич активно впроваджував у життя тактику так званої наступальної партизанської війни, розроблену М. Сенявським. Переконавшись у свій час в неефективності скликань ополчення («посполитого рушення») у відповідь на черговий татарський набіг, воєвода висунув сторожові пости на південні кордони Корони Польської, що охоплювала частину правобережних українських земель. При цьому було налагоджено систему оповіщення гарнізонів порубіжних фортець. Тоді татари змінили тактику і почали проникати дрібними підрозділами — від 10-20 до 200—300 чоловік, минаючи варти і укріплені замки.
Організацію протидії цим групам, а також відповідних каральних експедицій якраз і взяв на себе ротмістр Б. Претвич, з усією ретельністю реалізував тактичну установку «шукати цих розбійників у їхніх власних норах». Нерідко його загони, що поєднували високу мобільність і раптовість дій, доходили до узбережжя Чорного моря, де стояли турецькі фортеці, до Криму. Здійснюючи напади, козаки зникали так само несподівано, як з'являлися — вистежити і виловити їх не вдавалося. Практично це були перші в Європі підрозділи далекої дії, або рейнджери, як їх зараз прийнято називати. Один раз, допомагаючи князю Семену Пронському — тодішньому брацлавському старості,— Претвич захопив групу татар, відводячи полонених, взятих під Баром і Хмільником, у розташування основних сил на Березанській височині неподалік Очакова. Переодягнувшись у татарський одяг, люди ротмістра атакували «бусурманській» табір, взяли полонених і майже півтори тисячі коней.
Незабаром до Претвича за допомогою почали звертатися вінницький і брацлавський старости. Заслуги ротмістра були помічені: менш ніж через рік королева Бона Сфорца подарувала йому село Вонячин у Вінницькому повіті; у 1540 році він прийняв за велінням королеви Бони Барське староство. Про те, наскільки велика була відповідальність, свідчить той факт, що староство це стояло на перетині двох «татарських Шляхів», якими бусурмани йшли на Литву і Польщу — Чорного і Кучманського. В 1545 р. Претвич організував масштабний похід вже на сам Очаків — турецьку фортецю, що служила базою для татарських набігів на українські землі. У поході брали участь князі Андрій Пронський, Федір Сангушко, Богуш Корецький та Дмитро Байда-Вишневецький.
Б. Претвич керував Барським староством протягом 12 років. Своїм коштом утримував чисельні загони, виграв протягом життя понад 70 битв з татарами. Саме в ті роки в середовищі литовсько-руських і польських обивателів виникла приказка: za pana Pretwica wolna od tatar granica. До кінця 1540-х років татарським загонам якщо і траплялося проникати під Бар, то їх «успіхи» обмежувалися розоренням пасіки або захопленням у полон окремих дрібних груп рибалок або мисливців, яких, втім, вояки Б. Претвича відразу ж відбивали.
За час перебування Претвича на посаді Барського старости чисельність його загону не перевищувала 150—200 кінних воїнів. Але місцеві жителі організували і передали у його підпорядкування власний загін чисельністю до 70 кіннотників, бойові якості яких Претвич характеризував дуже високо. До військової служби були також залучені міщани прикордонних містечок. За наказом Претвича, вони перебували в перманентному стані підвищеної бойової готовності, і на випадок необхідності переслідування татарських загонів завжди тримали коней під сідлом.
У своїх записках Б. Претвич згадує і своїх соратників, також служили під керівництвом М. Сенявського: окрім вже згаданого князя А. Пронського, він пише про Б. Корецького, і про Дмитра Байду-Вишневецького, і про Ф. Сангушка.
Значним подвигом Претвича стало протистояння з п'ятитисячним молдавським військом в 1550 році, посланого турками, під чиїм протекторатом перебувала в той час Молдова. У молдаван були ще й свої причини для агресії: тамтешнє населення, незадоволене турецьким ярмом, масово переселялось в Барське староство. Претвичеві вдалося організувати ефективну оборону Бара, і загарбники пішли, обмежившись розоренням ряду сіл.
У 1546 р. до староства входило 5 містечок і 38 сіл.
Поразка Барської конфедерації стала однією з передумов першого поділу Польщі у 1772 році. Барське староство було ліквідоване 1793 р. новою владою Рос. імперії після другого розділу РП, територію було включено до Подільського і Брацлавського намісництв. Центр староства — Бар потрапив до Літинського повіту (уїзд) Брацлавського намісництва.

## Старости Барські
- Стажеховський Альберт (Войцех)[4] — 1-й староста
- Претвич Бернгард — 2-й староста
- Гербурт Марцін —
- Гербурт Ян —
- Гербурт Миколай
- Бучацький-Творовський Миколай 4-й староста
- Ґольський Станіслав —
- Жолкевський Станіслав —
- Конєцпольський Станіслав — грамота з 1623
- Собеський Якуб
- Потоцький Станіслав «Ревера» -
- Потоцький Миколай—"ведмежа лаба" -
- Виговський Іван — від 1659 р.
- Виговський Остап —
- Радзивілл Богуслав —
- Понінський Адам -
- Собеський Ян -
- Яблоновський Станіслав -
- Любомирські
  - Єжи Домінік — від 1698 р.
  - Антоній Бенедикт Константій -
  - Марцін Єжи -
  - Францішек Фердинанд -
- Беї Барського санджака — * Алі Кричинський від 1672 р.
- Хусейн Муравський від 1673 р.

## Населені пункти староства
У другій половині XVIII століття було відоме на півночі Поділля на вододілі р. Бугу й р. Дністра в Барському старостві мешкання околичної шляхти в околицях: Єлтухі, Глазуниці, Волковниці, Радзеєвці, Васютинці, Петрані, Лопатниці, Коростовці, Сербиновці, Степанковці, Поповці, Гальчинці, Буцини (згідно перепису шляхетських околиць 1739 р. число цієї околичної шляхти мало до 230 осіб чоловічої статі, котрі розподілялися серед околиць нерівномірно).